# Planisferi

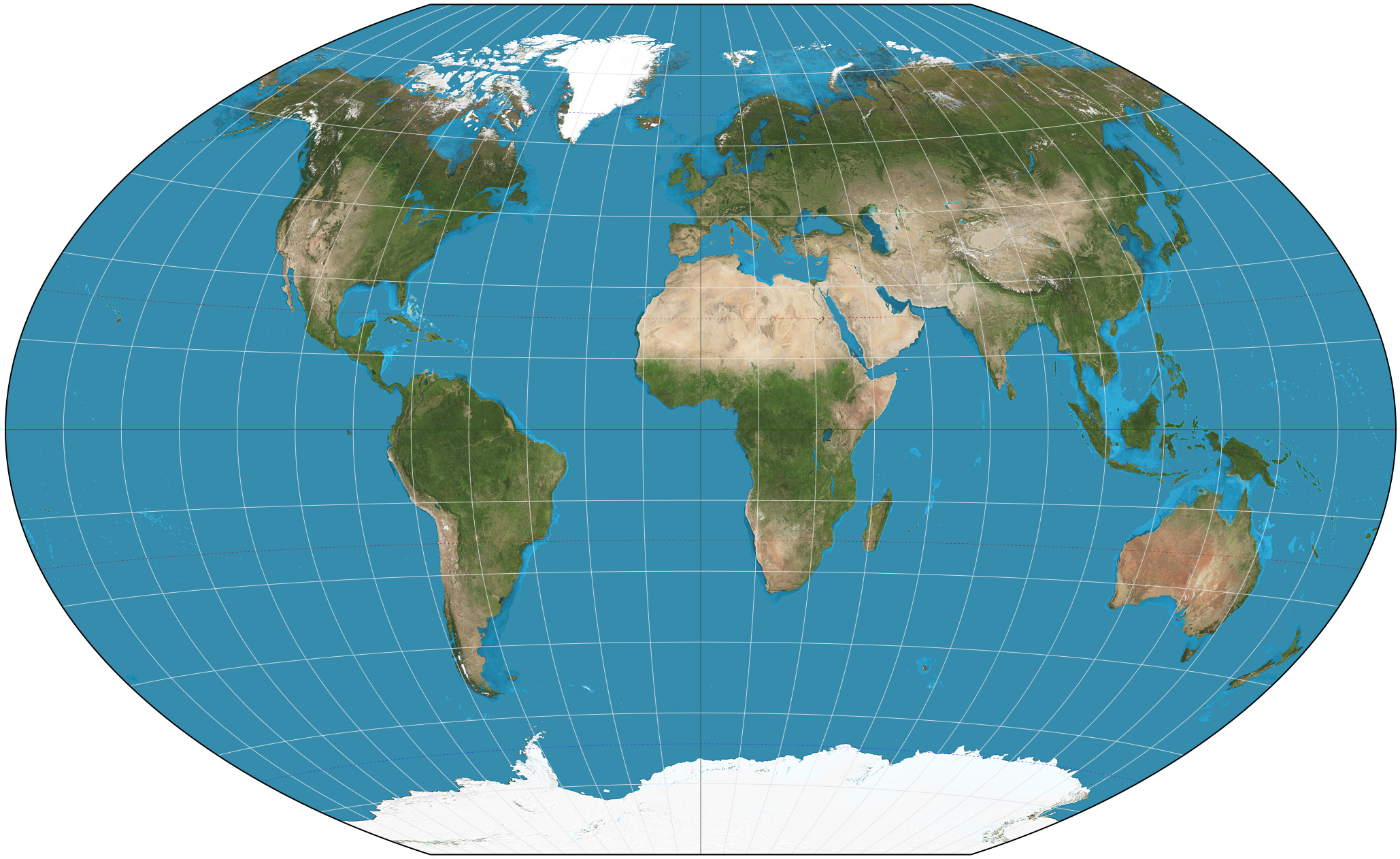
Un mapa del món a la projecció tripel de Winkel,
una projecció de mapes de baix error adoptada per la National Geographic Society per als mapes de referència

Blue Marble Next Generation de la NASA, un conjunt d'imatges de satèl·lit sense núvols

Un planisferi o mapa del món és un mapa de la major part o tota la superfície de la Terra. Els mapes del món, per la seva escala, han de tractar el problema de la projecció. Els mapes representats en dues dimensions per necessitat distorsionen la visualització de la superfície tridimensional de la Terra. Tot i que això és cert per a qualsevol mapa, aquestes distorsions arriben als extrems en un mapa del món. S'han desenvolupat moltes tècniques per presentar mapes del món que aborden diversos objectius tècnics i estètics.
L'elaboració d'un mapa del món requereix un coneixement global de la Terra, els seus oceans i els seus continents. Des de la prehistòria fins a l'Edat Mitjana, la creació d'un mapa del món precís hauria estat impossible perquè menys de la meitat de les costes de la Terra i només una petita part dels seus interiors continentals eren conegudes per qualsevol cultura. Amb l'exploració que va començar durant el Renaixement europeu, el coneixement de la superfície de la Terra es va acumular ràpidament, de manera que la majoria de les costes del món havien estat cartografiades, almenys aproximadament, a mitjans del segle XVIII i els interiors continentals al segle xx.
Els mapes del món se centren generalment en trets polítics o en trets físics. Els mapes polítics posen l'accent en els límits territorials i els assentaments humans. Els mapes físics mostren característiques geogràfiques com ara muntanyes, tipus de sòl o ús del sòl. Els mapes geològics mostren no només la superfície, sinó les característiques de la roca subjacent, les falles i les estructures del subsòl. Els mapes coroplètics utilitzen la tonalitat i la intensitat del color per contrastar les diferències entre regions, com ara les estadístiques demogràfiques o econòmiques.

## Projeccions cartogràfiques
Tots els mapes del món es basen en una de les diverses projeccions cartogràfiques o mètodes per representar un globus en un avió. Totes les projeccions distorsionen les característiques geogràfiques, les distàncies i les direccions d'alguna manera. Les diferents projeccions cartogràfiques que s'han desenvolupat proporcionen diferents maneres d'equilibrar la precisió i la distorsió inevitable inherent a l'elaboració de mapes del món.
Potser la projecció més coneguda és la Projecció de Mercator, dissenyada originalment com a carta nàutica.

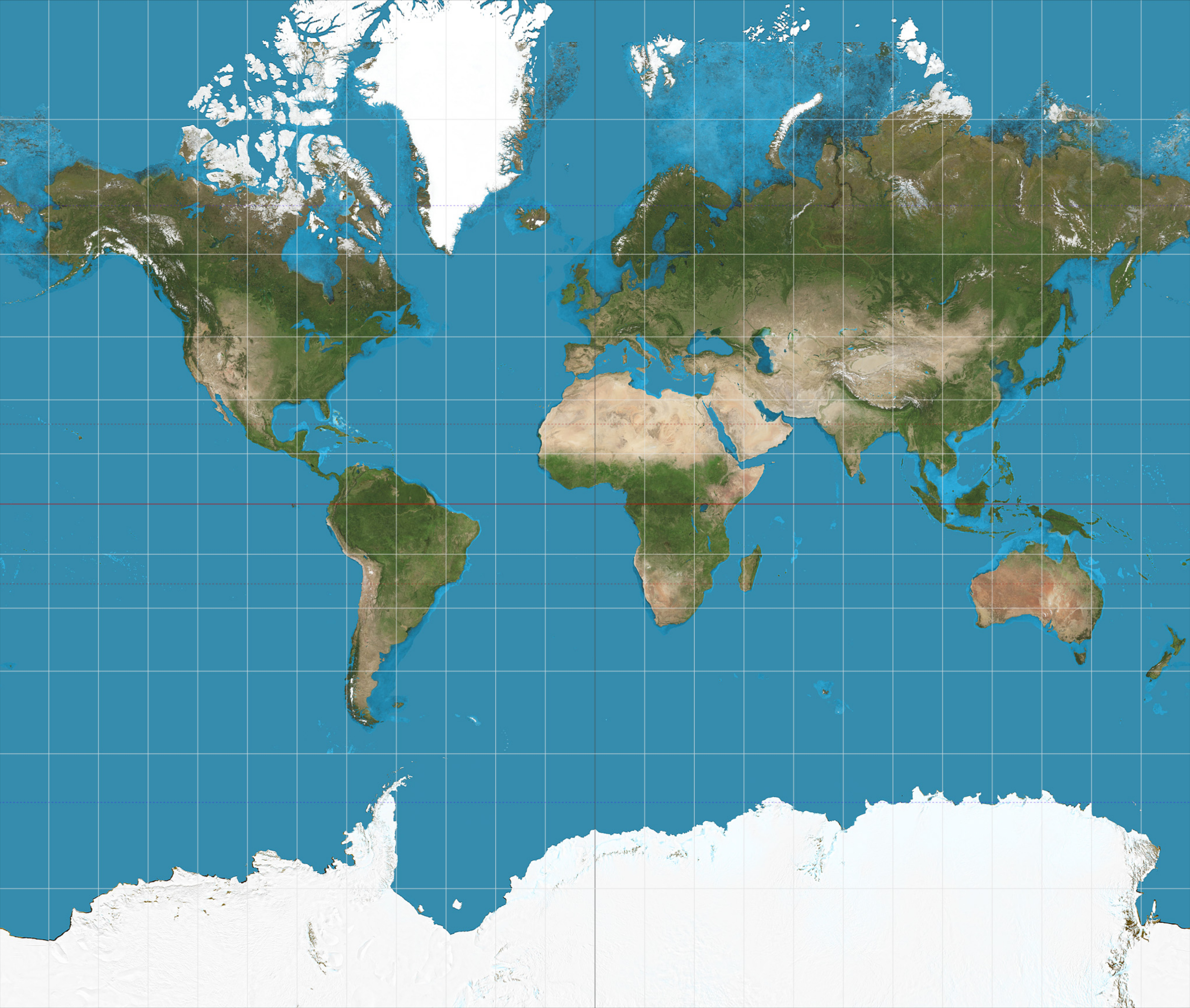
Projecció de Mercator (mostrant entre 82°S i 82°N)
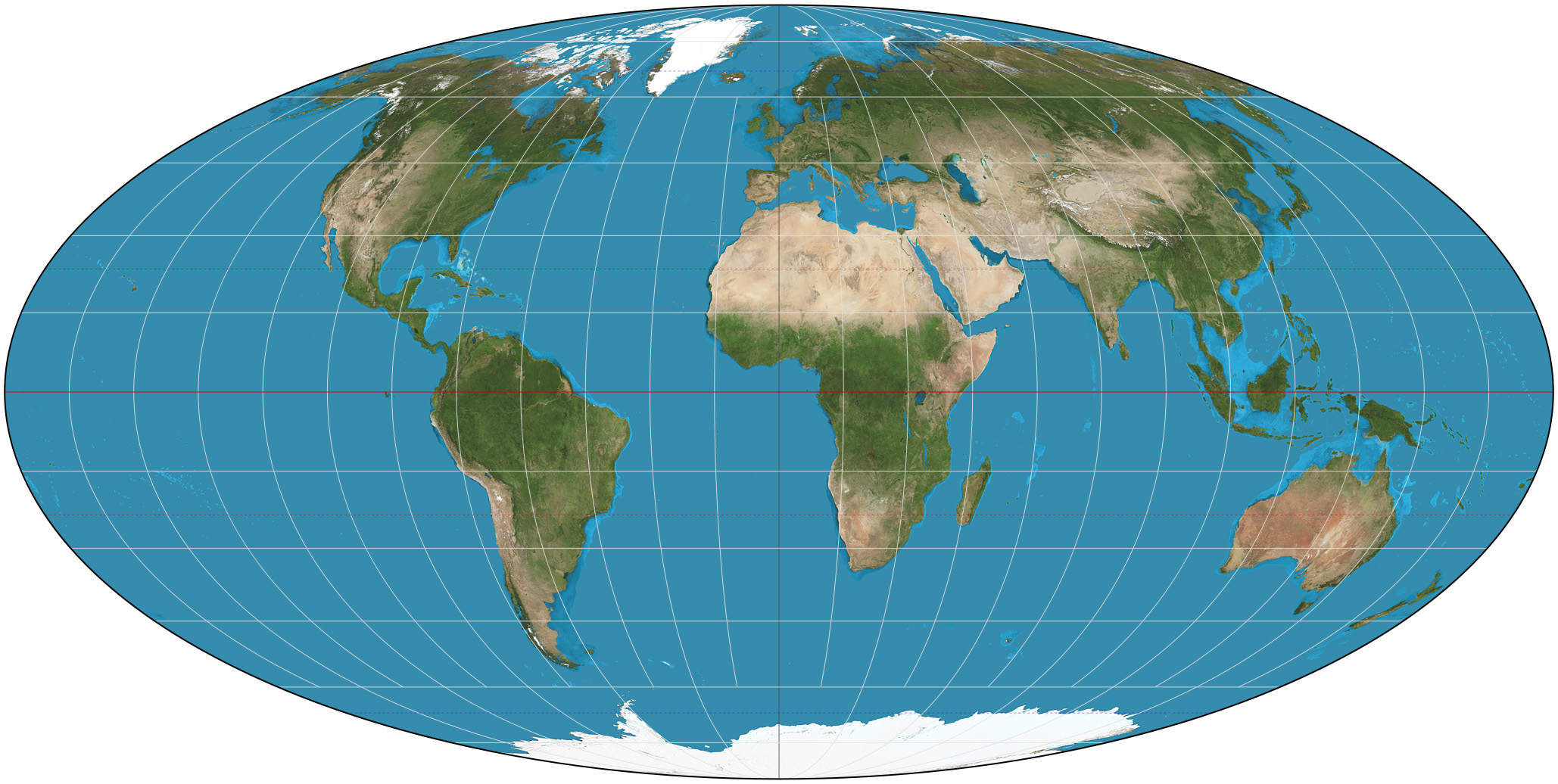
Projecció Mollweide
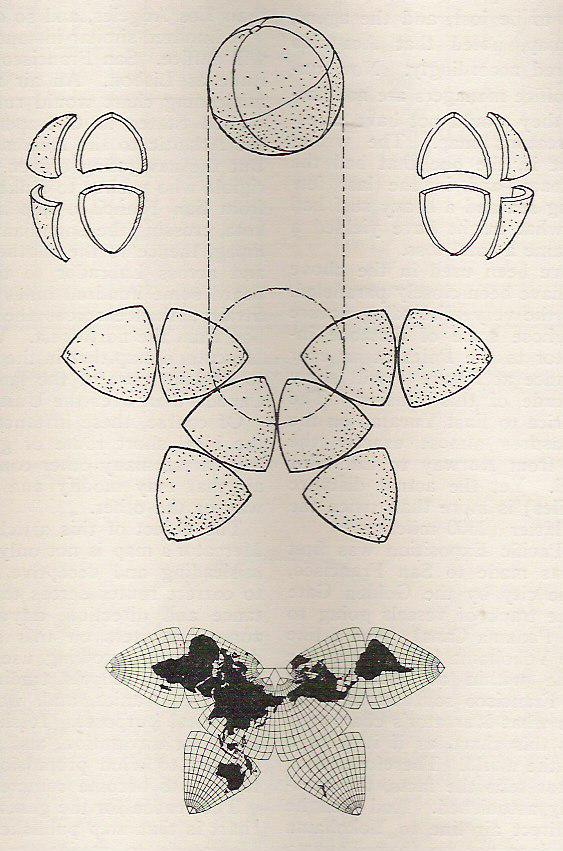
BJS Cahill Butterfly Map, 1909, del fullet de 1919
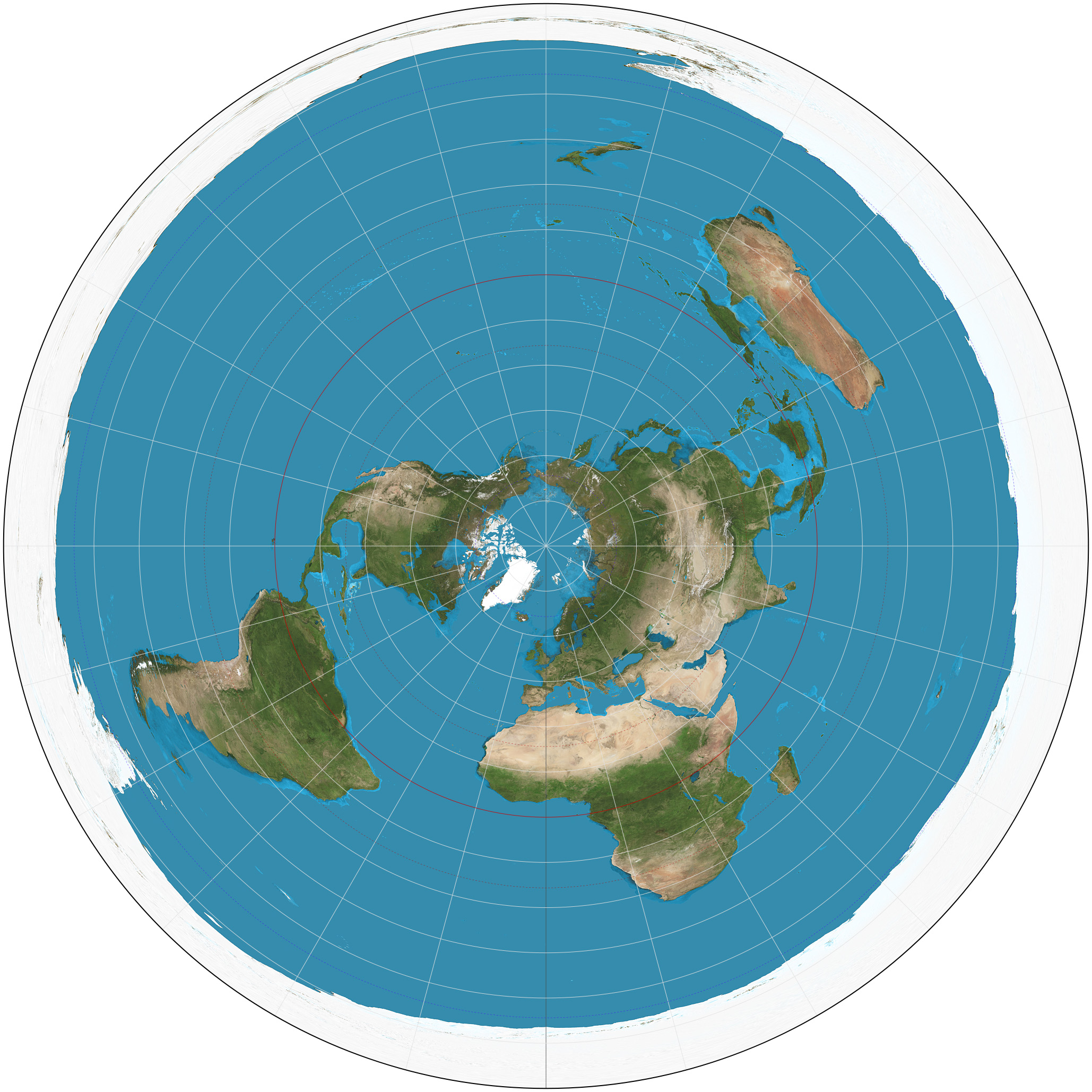
Projecció equidistant azimutal polar
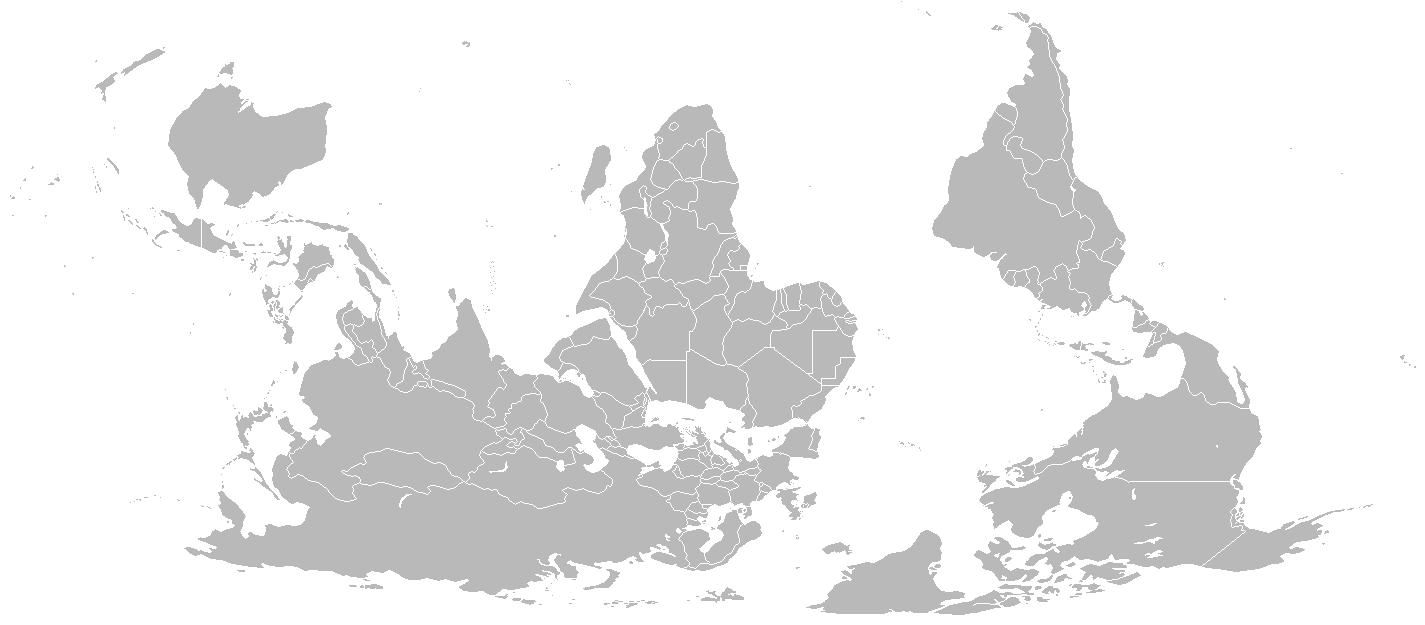
Un mapa del sud
Mapa centrat en el Pacífic (més utilitzat als països d'Àsia oriental i Oceania )
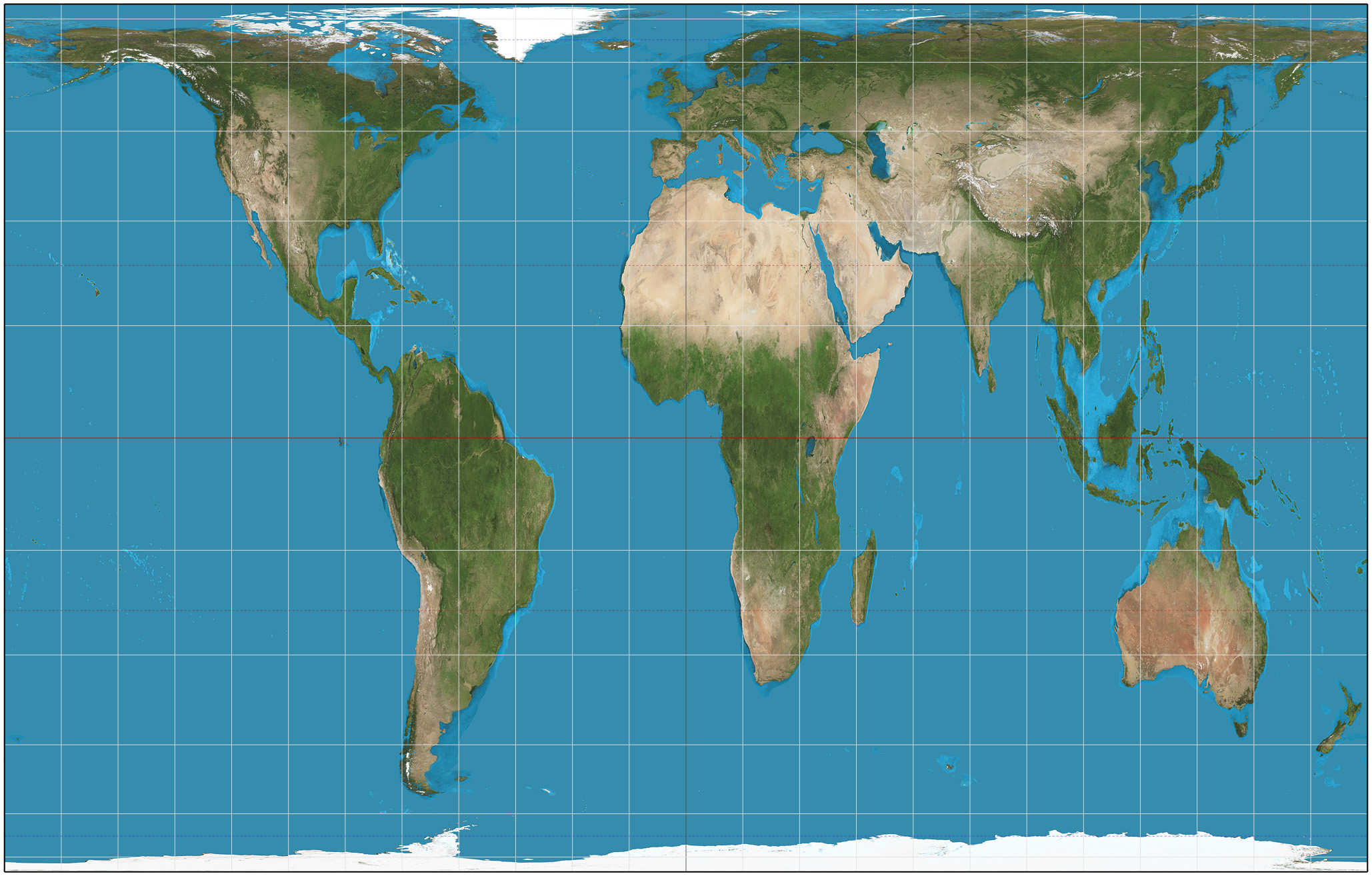
Projecció de Gall-Peters, una projecció de mapa d'àrea igual
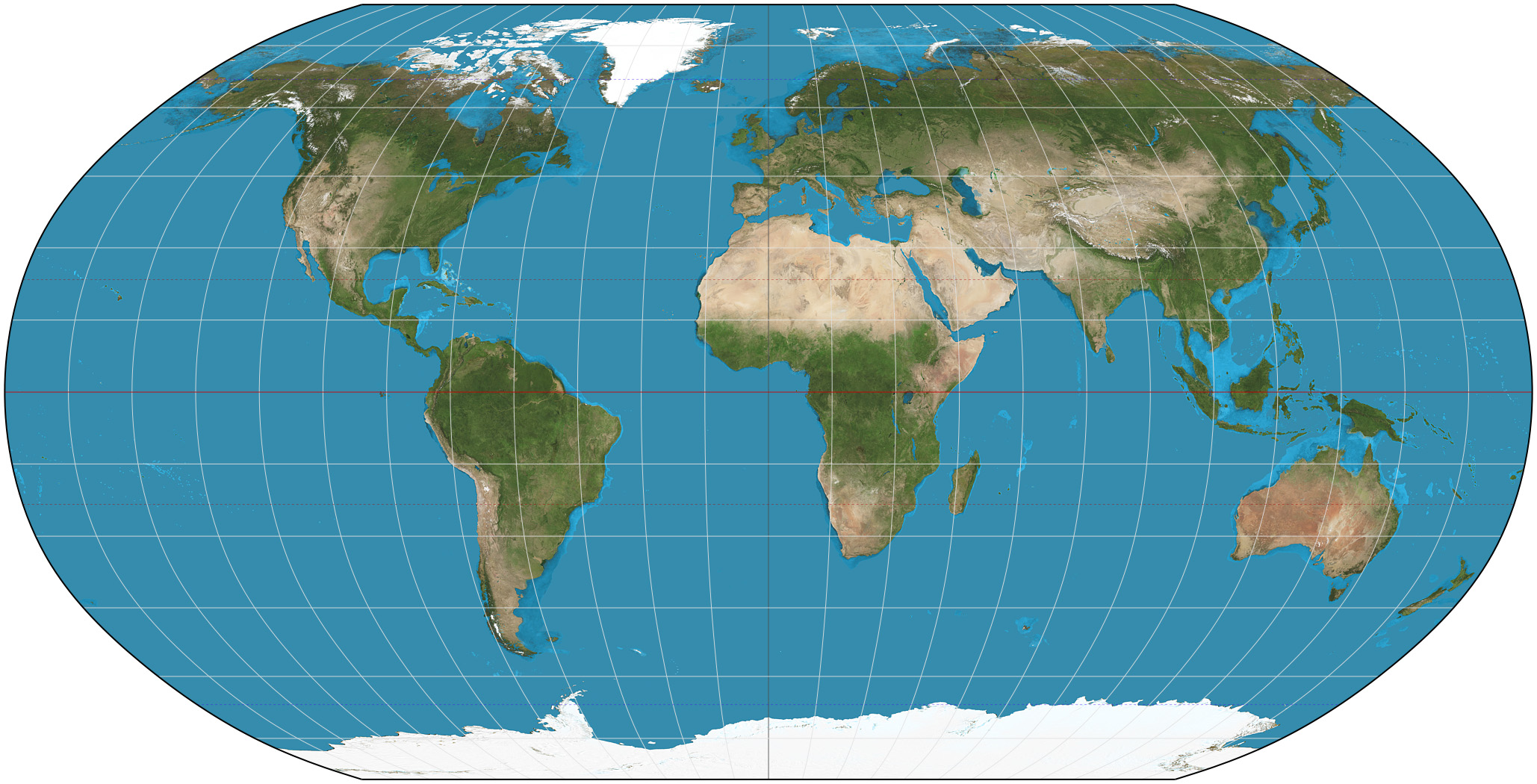
Projecció Robinson, antigament utilitzada per la National Geographic Society

## Mapes temàtics
Un mapa temàtic mostra informació geogràfica sobre un o alguns temes enfocats. Aquests mapes "poden retratar aspectes físics, socials, polítics, culturals, econòmics, sociològics, agrícoles o qualsevol altre d'una ciutat, estat, regió, nació o continent".

Mapa del món clicable (amb classificació climàtica)
Un simple mapa polític del món
Un mapa físic senzill del món
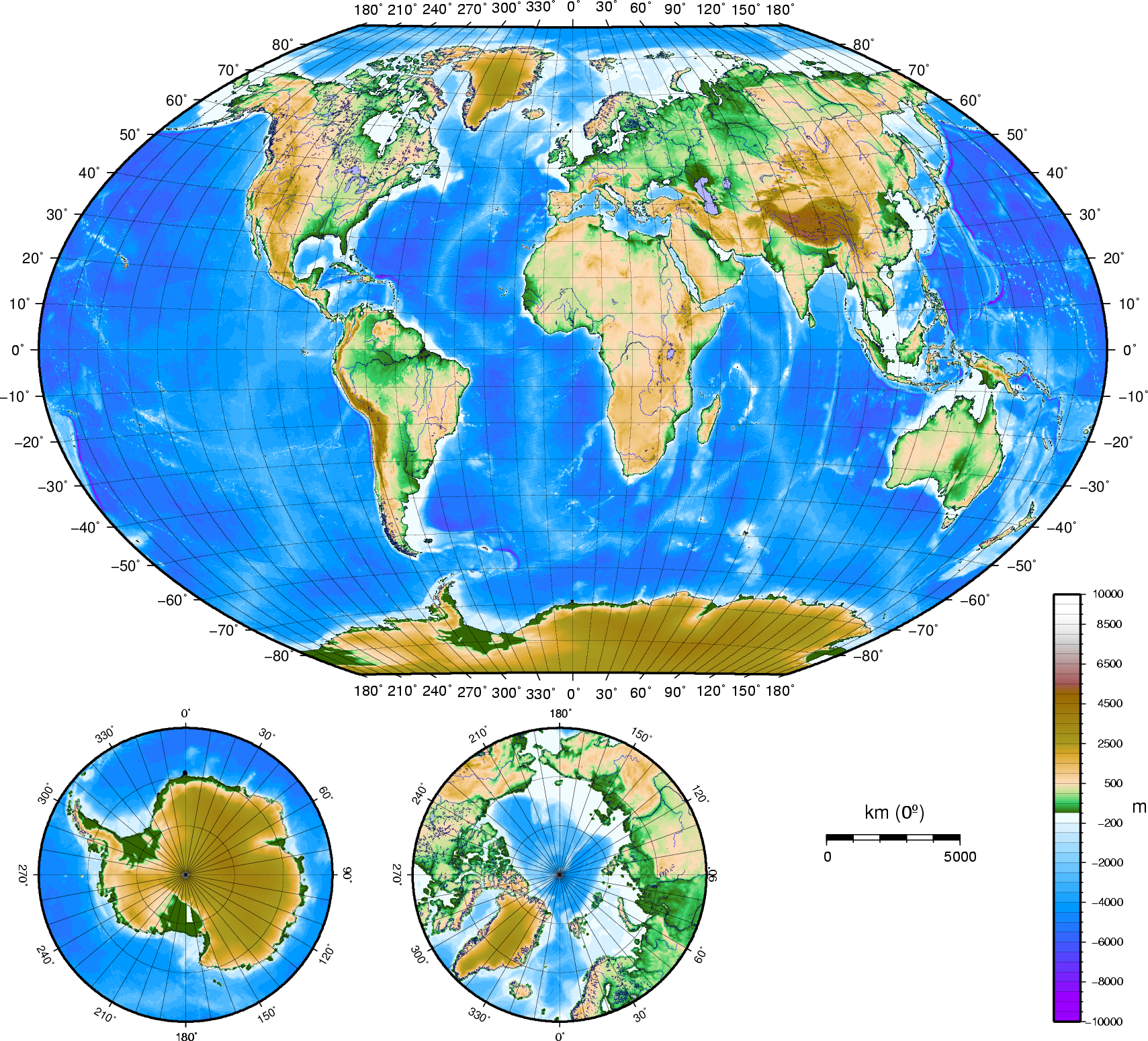
Mapa topogràfic del món
Mapa d'emissions antropogèniques de CO 2 per país
Índex de desenvolupament humà de les Nacions Unides per país a partir del 2016
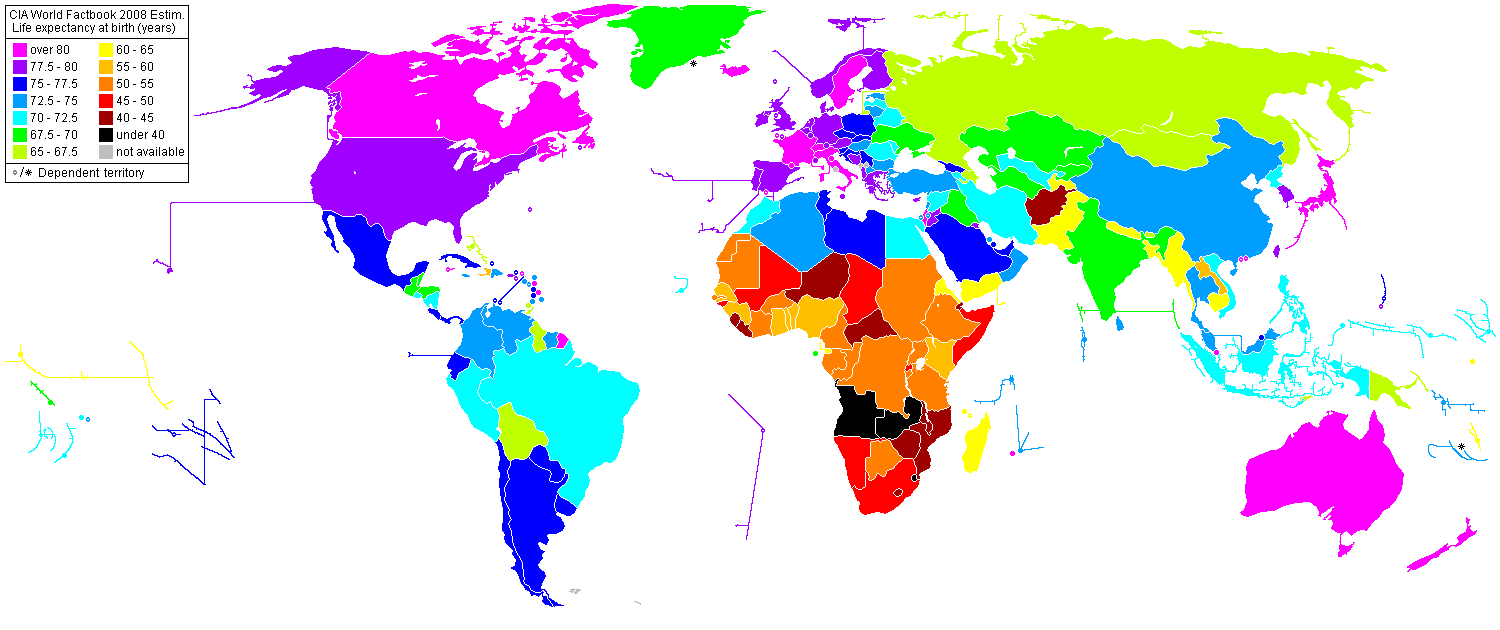
Mapa del món que mostra l'esperança de vida
Densitat de població (persones per km 2 ) per país
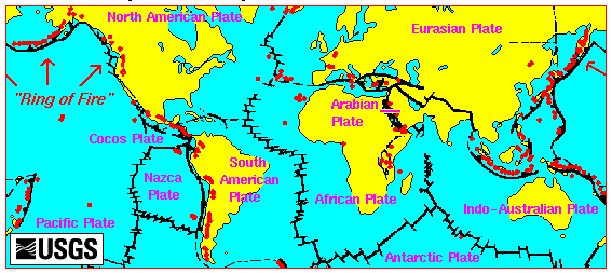
Mapa dels volcans
Mapa del món que mostra els continents fa uns 200 milions d'anys ( període Triàsic )
Imatge de satèl·lit de la Terra a la nit

## Mapes històrics
Els primers mapes del món cobreixen representacions del món des de l'Edat del Ferro fins a l'Edat dels Descobriments i l'aparició de la geografia moderna durant el primer període modern. Els mapes antics proporcionen informació sobre llocs que es coneixien en temps passats, així com la base filosòfica i cultural del mapa, que sovint eren molt diferents de la cartografia moderna. Els mapes són un mitjà pel qual els científics distribueixen les seves idees i les transmeten a les generacions futures.

Reconstrucció hipotètica del mapa mundial d'Anaximandre (610–546 aC)
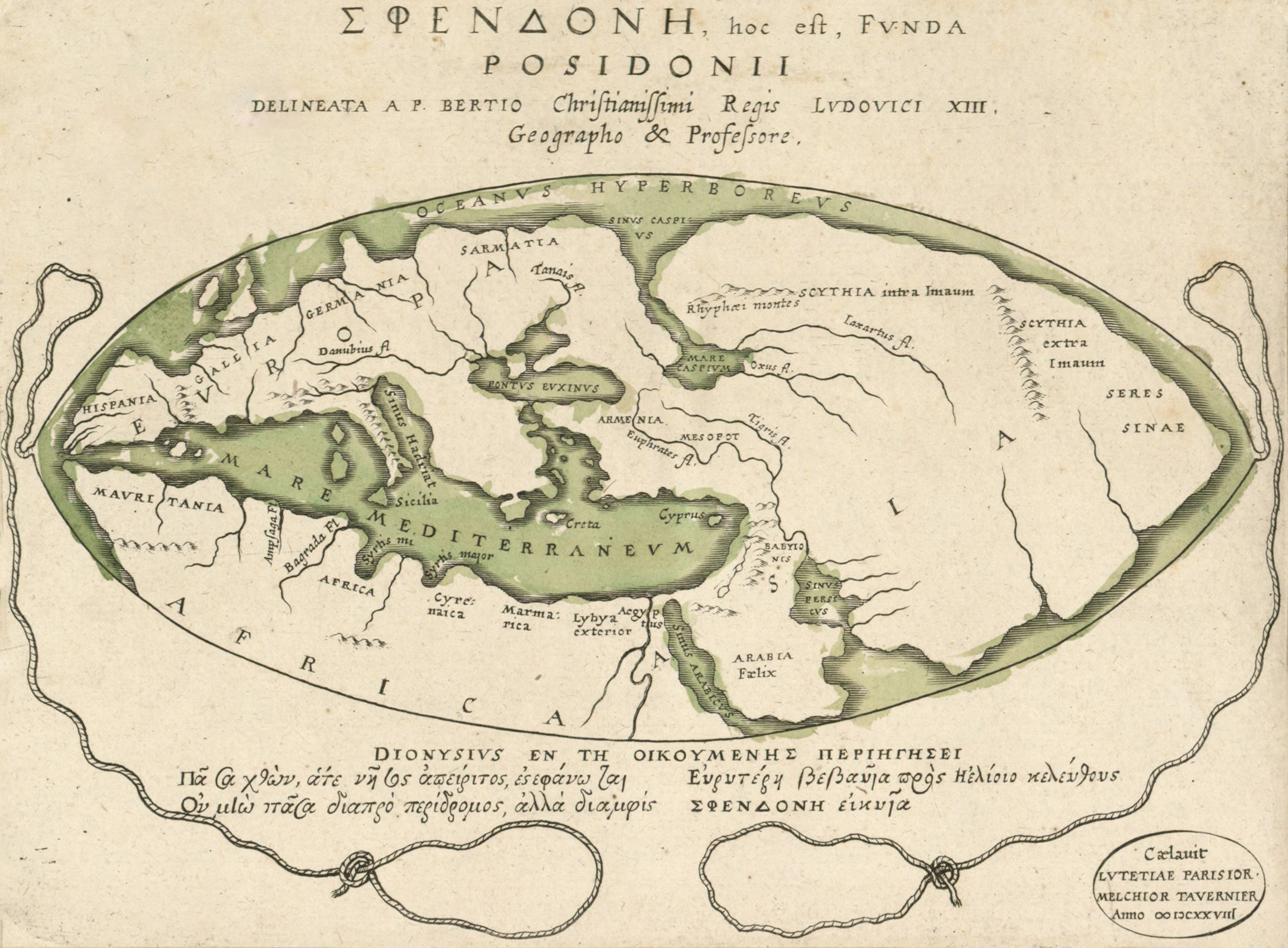
Mapa del món segons Posidoni (150-130 aC), dibuixat el 1628
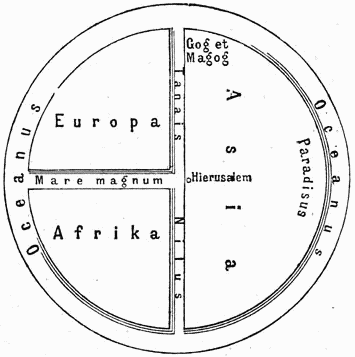
Reconstrucció ideal de mapes T-and-O medievals (de Meyers Konversationslexikon, 1895) (Asia es mostra a la dreta)
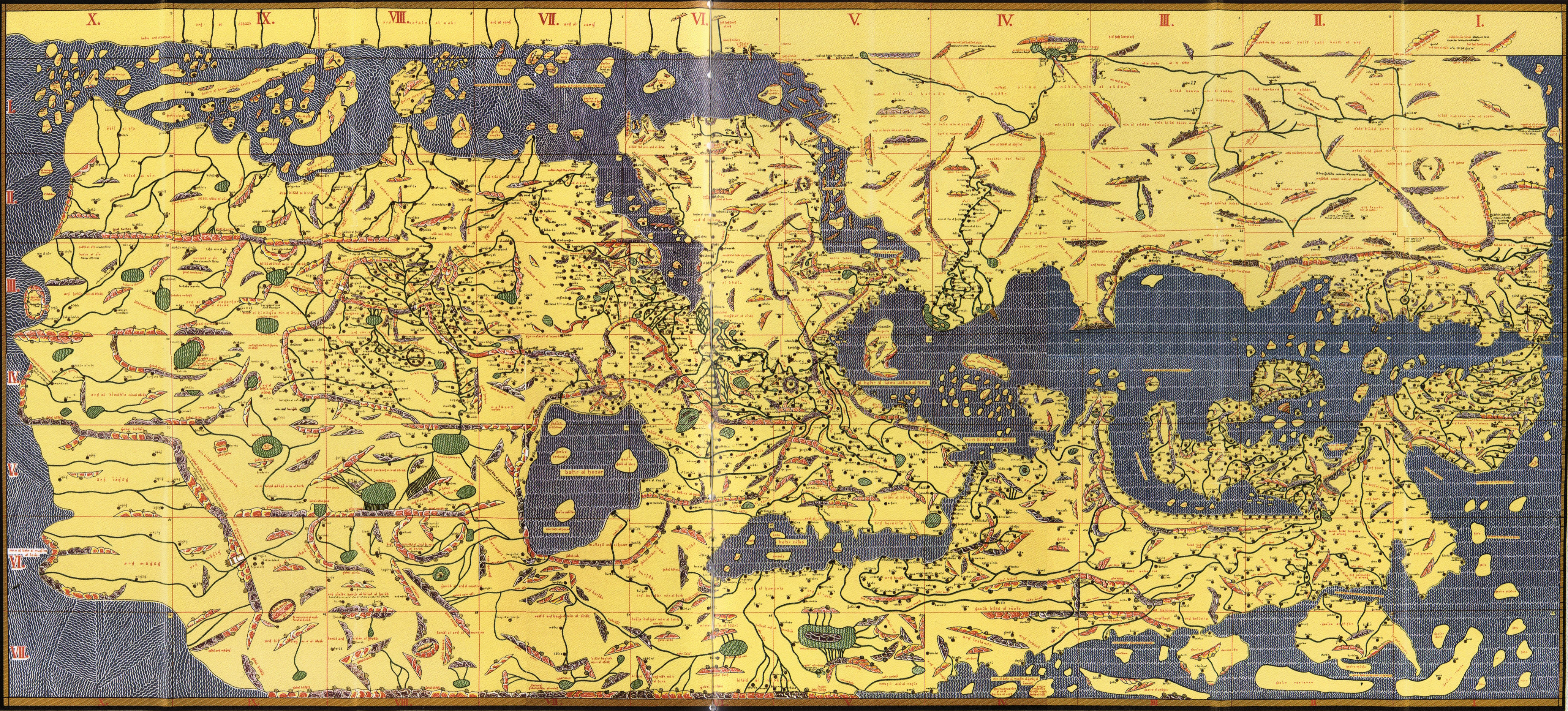
Tabula Rogeriana mapa del món de Muhammad al-Idrisi l'any 1154 el nord és al fons
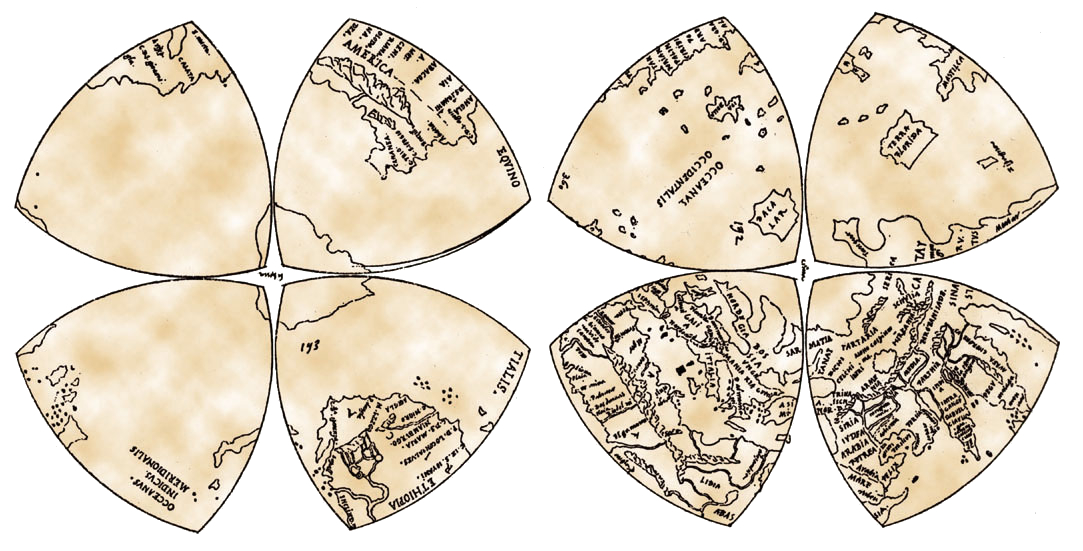
Mapa del món en projecció octant (1514), dels documents de Windsor de Leonardo da Vinci
El món, el Typus Orbis Terrarum d'Abraham Ortelius, publicat per primera vegada el 1564
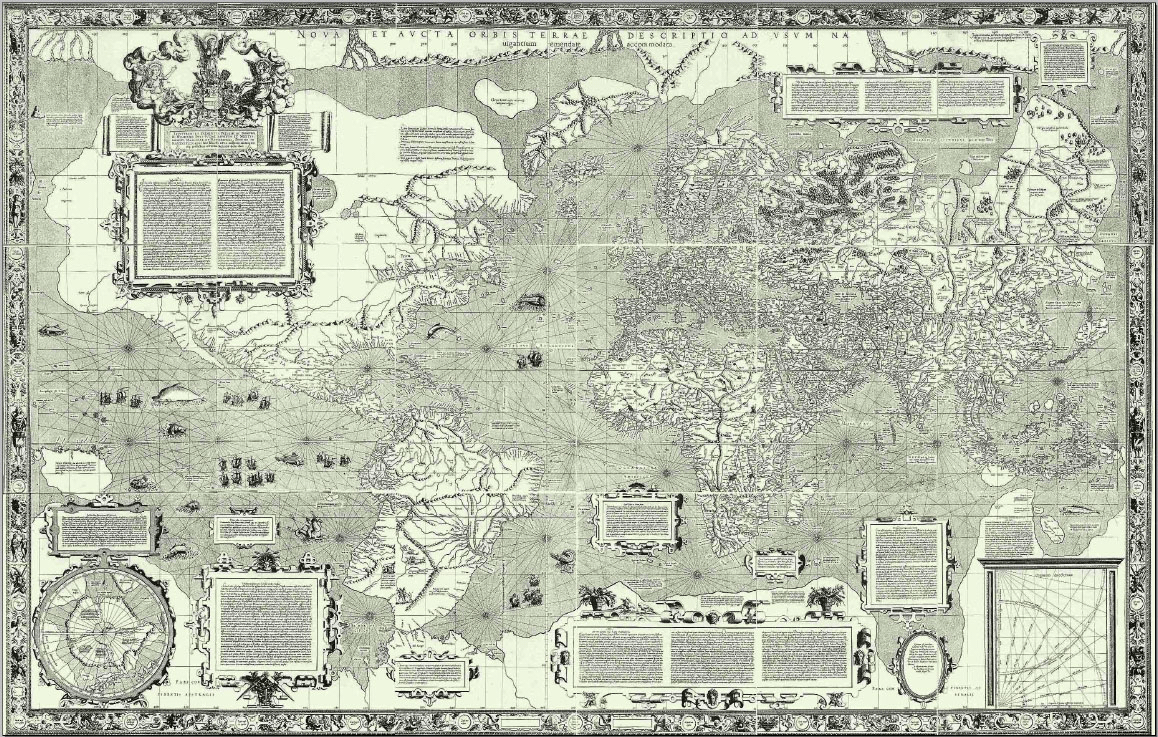
Mapa mundial de Gerardus Mercator (1569), primer mapa de la coneguda projecció de Mercator
Kunyu Wanguo Quantu ( dinastia Ming, 1602)
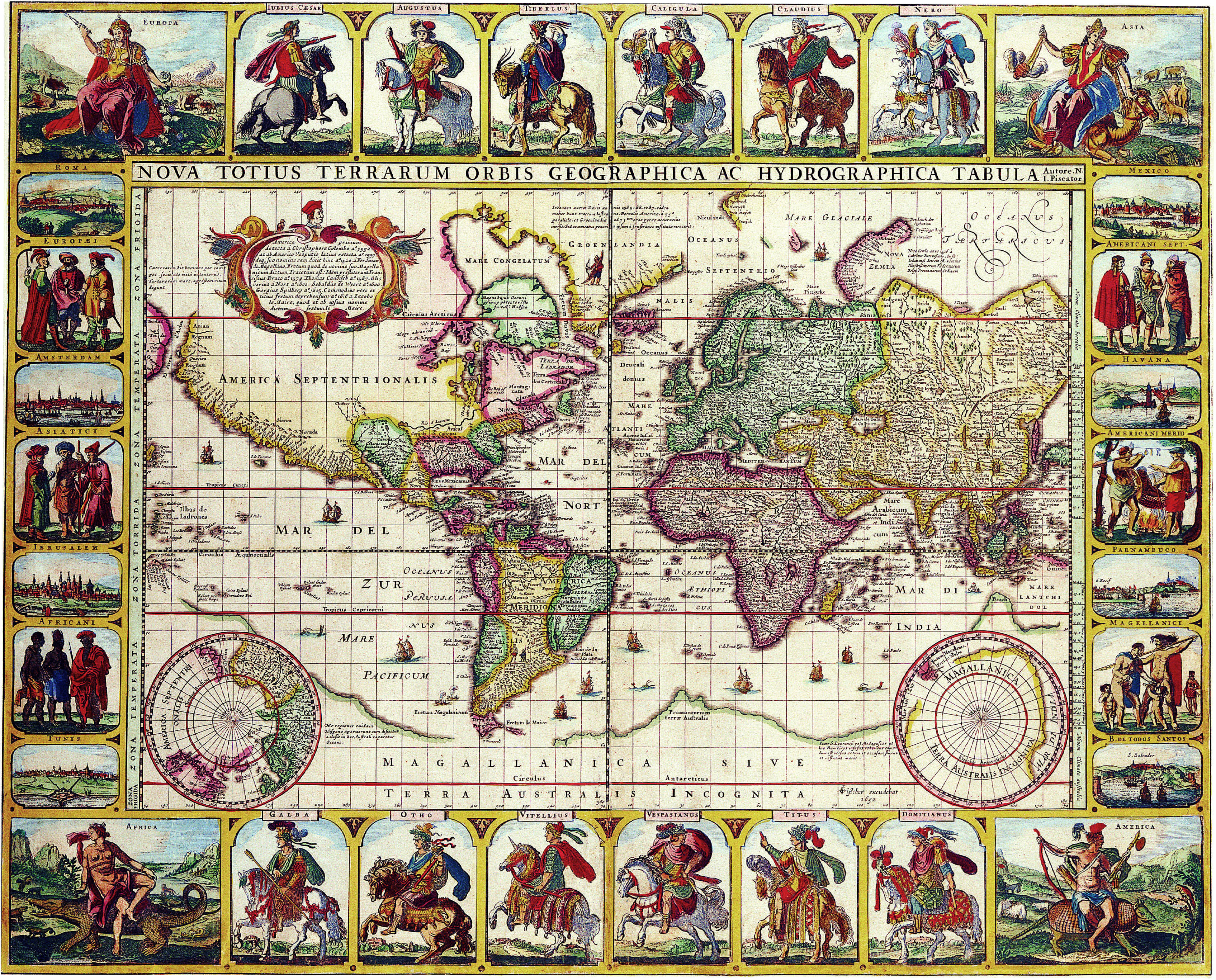
Mapa del món de 1652 de Claes Janszoon Visscher
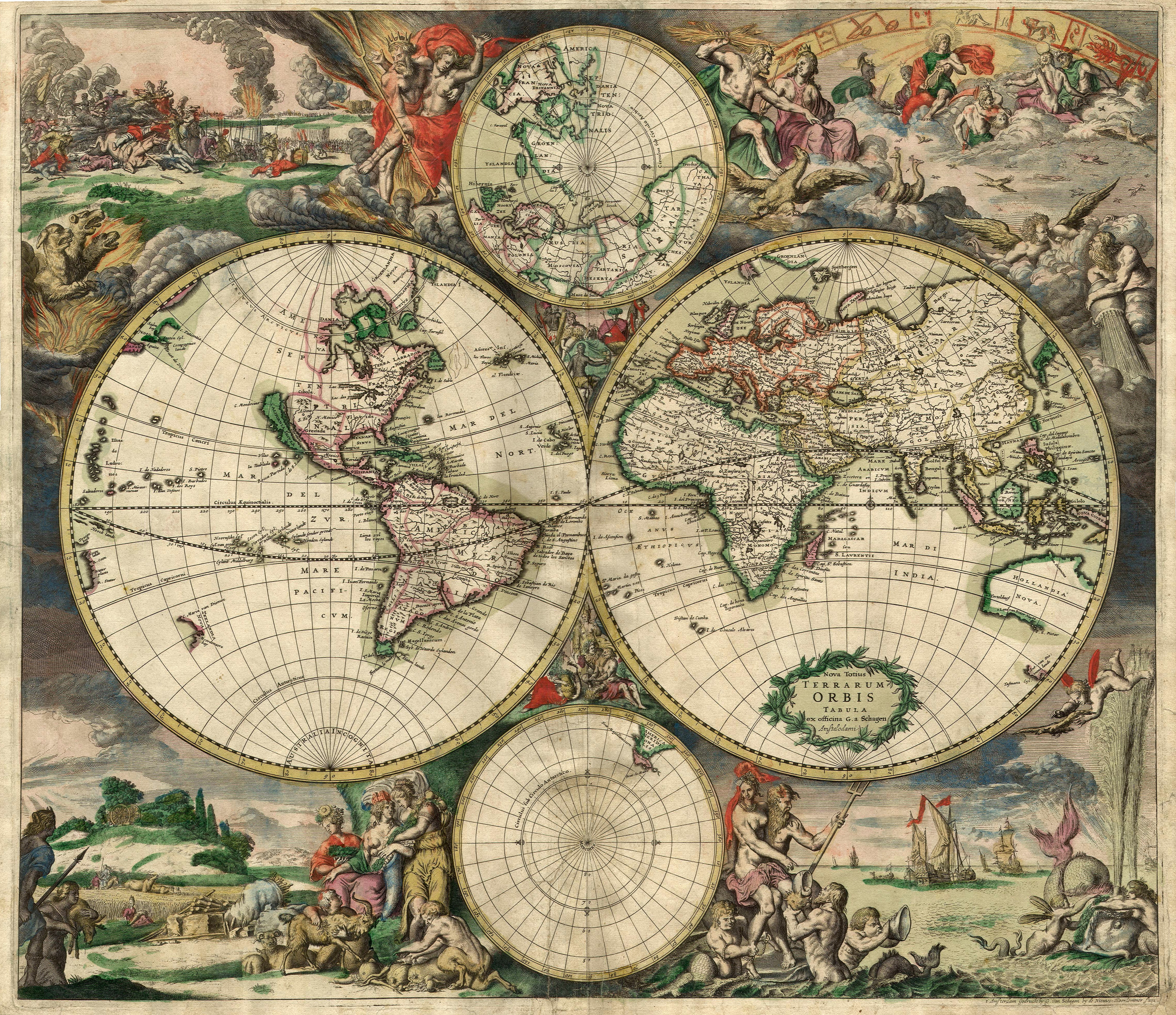
Un mapa històric del món de Gerard van Schagen, 1689